# Alterosa
Alterosa là một đô thị thuộc bang Minas Gerais, Brasil. Đô thị này có diện tích 366,101 km², dân số năm 2007 là 13286 người, mật độ 38,2 người/km².